# Line Tiggers-Hoven
Riekelina (Line) Tiggers-Hoven (Groningen, 25 september 1886 - Amsterdam, 2 december 1962) was een Nederlands danseres.
Zij was dochter van Albert Hoven en Anna Struvé. Zelf trouwde ze met musicus Piet Tiggers. Het echtpaar kreeg voor zover bekend twee kinderen, Hans en Alberdina (Tineke). Line Tiggers overleed in haar woningen aan de Apollolaan 53-3 hoog. Haar persoonskaart vermeldt als beroep “zonder”, maar ze is wel bekend als verpleegster in het Wilhelmina Gasthuis en kantoorbediende. Ze werd gecremeerd op Westerveld.
Van haar opleiding is vooralsnog niets bekend, maar ze zette zich jarenlang in voor de volksdans en ritmische gymnastiek. Tiggers was actief binnen de volksdans, waar ze wel lezingen over gaf.  Ze woonde met haar man enkele jaren in Amersfoort waar ze danslerares was, maar ook de choreografie verzorgde van de "Amersfoortsche Operavereeniging". Net als haar man zette zij zich in voor de Arbeiders Jeugd Centrale (AJC). Ook in Amsterdam was ze danslerares in volksdansen. Ze had enige periode de leiding over een Bewegingskoor.
In 1929 publiceerde ze een bundel volksdansen onder de titel De bonte rei, geïllustreerd door S.L. Schwarz; in 1932 gevolgd door De Pinksterblom. Vanaf 1931 was ze betrokken bij de "School voor Bewegingskunst" (Pieter Pauwstraat) van de "Nederlandsche Vereeniging tot Veredeling der Lichaamscultuur". Met het AJC trok ze het hele land door. Na de Tweede Wereldoorlog, waarin man, zoon en dochter enige tijd vast zaten in het Oranjehotel in Scheveningen, pakte ze weer de draad op met een dansavond van vrije kunstenaars in de Stadsschouwburg Amsterdam. De balletvoorstelling kreeg de titel mee van De duivel in het gemeentehuis in een scenario van Ulco Kooistra en muziek van Lex van Delden. Niet veel later had ze zitting in de Ereraad voor de kunst.  Daarna werd het stil rondom haar; alleen bij herinneringen aan bijvoorbeeld het AJC kwam haar naam steeds bovendrijven. Bij de veertigste verjaardag van Paasheuvel van het AJC stond men stil bij haar overlijden.
Line Tiggers is ooit vastgelegd door Albert Funke Küpper.  Ook Wim Schuhmacher (1894-1989) legde haar vast.
Haar archief werd door dochter Tineke Essen-Tiggers overhandigd aan een voorloper van het Internationaal Instituut voor Sociale Geschiedenis.